# Godspeed on the Devil’s Thunder
| Оценки критиков | Оценки критиков |
| Источник        | Оценка          |
| --------------- | --------------- |
| AllMusic        | [ 2 ]           |
| Blistering      | [ 3 ]           |
| ChartAttack     | [ 4 ]           |
| IGN             | (7.2/10)        |
| Thrash Hits     | [ 6 ]           |
| Мир Фантастики  | [ 7 ]           |

Godspeed on the Devil’s Thunder (с англ. «Бог в помощь дьявольскому грому») — восьмой полноформатный альбом английской метал-группы Cradle of Filth, записанный в «Backstage Studios» (Derbyshire, England). Издан в 2008 году.

## Концепция
Альбом является концептуальным, основанный на фактах из жизни исторической фигуры под именем Жиль де Рэ — французского дворянина, соратника по оружию Жанны Д’Арк, более известного как серийный убийца, который совмещал молитвы, ночные убийства и желание быть алхимиком. Он был обвинён в ряде преступлений, среди которых значились ересь, демонология и похищения людей. 
 В народных легендах де Рэ известен также как «Синяя Борода».

## Список композиций
| №                   | Название                                               | Длительность |
| ------------------- | ------------------------------------------------------ | ------------ |
| 1.                  | «In Grandeur and Frankincense Devilment Stirs» (intro) | 2:27         |
| 2.                  | «Shat Out of Hell»                                     | 5:03         |
| 3.                  | «The Death of Love»                                    | 7:13         |
| 4.                  | «The 13th Caesar»                                      | 5:35         |
| 5.                  | «Tiffauges»                                            | 2:13         |
| 6.                  | «Tragic Kingdom»                                       | 6:00         |
| 7.                  | «Sweetest Maleficia»                                   | 5:59         |
| 8.                  | «Honey and Sulphur»                                    | 5:37         |
| 9.                  | «Midnight Shadows Crawl to Darken Counsel with Life»   | 8:58         |
| 10.                 | «Darkness Incarnate»                                   | 8:55         |
| 11.                 | «Ten Leagues Beneath Contempt»                         | 4:58         |
| 12.                 | «Godspeed on the Devil's Thunder»                      | 5:36         |
| 13.                 | «Corpseflower» (outro)                                 | 2:41         |
| Общая длительность: | Общая длительность:                                    | 1:11:15      |

| №                   | Название                                              | Длительность |
| ------------------- | ----------------------------------------------------- | ------------ |
| 1.                  | «Balsamic and Anathema»                               | 6:05         |
| 2.                  | «A Thousand Hands on the Maid of Ruin» (instrumental) | 8:04         |
| 3.                  | «Into the Crypt of Rays» (Celtic Frost cover)         | 4:10         |
| 4.                  | «Devil to the Metal»                                  | 6:18         |
| 5.                  | «Courting Baphomet»                                   | 5:17         |
| 6.                  | «The Love of Death» (remix)                           | 5:13         |
| 7.                  | «The Love of Death» (demo)                            | 7:16         |
| 8.                  | «The 13th Caesar» (demo)                              | 5:27         |
| 9.                  | «Dirge Inferno» (live)                                | 6:45         |
| 10.                 | «Dusk and Her Embrace» (live)                         | 5:46         |
| Общая длительность: | Общая длительность:                                   | 1:00:21      |

## Участники записи
| - Дэни Филт — вокал - Пол Аллендер — гитара - Дэйв Пайбус — бас - Мартин «Мартус» Шкарупка — ударные Гостевое участие: - Марк Ньюби-Робсон — клавишные - Stephen Svanholm — вокал (баритон) - Сара Джезебел Дэва — вокал - Рози Смит — орган, клавишные (live) - Чарлз Хеджер — гитара (live) и др. | - Звукоинженеры: Scott Atkins, Andy Sneap, Dan Turner (#4,5, SE) - Сведение: Andy Sneap, Douge Cook (#7,8, SE), Scott Atkins (#9,10, SE) - Мастеринг: Andy Sneap - Дизайн: Travis Smith |